# 赵野民
赵野民（1912年6月—1960年5月），又名赵冶民，山东东平人。

## 生平
1935年，赵野民肄业于北京私立中国大学生物系。
1936年秋，赵野民到威海卫公立中学任教。1936年12月25日，西安事变后蒋介石获释飞返南京，威海卫管理公署通知全市师生于26日停课一天连夜组织提灯游行以示庆祝，赵野民与袁时若、张立吾三位教师因自身政治观点拒绝参加游行，收到了部分学生的拥护。1937年七七事变后，赵野民将生物课每周的两个课时让给袁时若向学生宣讲时事政治和抗战形势。1937年底，以纪念一二·九运动两周年的名义组织学生到市郊附近村庄进行抗日救亡宣传，开办农民识字班和农村夜校。1937年12月25日，中华民族解放先锋队威海卫地方队部在威海卫公立中学成立，赵野民任组织干事。
1937年12月，日军入侵青岛、烟台等地，中共胶东特委决定发动抗日武装起义。12月24日，胶东特委发动天福山起义，成立了“山东人民抗日救国军第三军第一大队”。1938年1月上旬，特委书记理琪等人相继到达威海卫，中共威海特支由理琪直接领导。1938年1月15日，发动威海起义。1938年1月19日，天福山起义和威海起义的两支队伍合编，成立“胶东军政委员会”，同时成立“山东人民抗日救国军第三军司令部。赵野民在军政委员会政治部工作，并随军活动。
1938年3月19日，福山县县长陈昱宣布反正，接受第三军的改编。1938年3月25日，福山县抗日民主政府成立，陈昱任县长，而赵野民作为山东人民抗日救国军第三军的代表出任副主席。不久后，因陈昱蓄意制造分裂，扣押多名中共党员和民先队员，赵野民被迫派队撤回蓬黄掖根据地。
1938年6、7月间，中共胶东特委在黄县召开胶东公学筹建座谈会，会后由赵野民、李希珙负责具体组织筹建工作。1938年7月，赵野民加入中国共产党。1938年8月下旬，胶东公学在黄县县立中学旧址正式开学，赵野民为专职副校长。1938年9月，中国共产党胶东公学特别支部成立，赵野民任特支委员。1939年3月，胶东公学停办。赵野民转任北海专署教育科长和蓬黄联中校长。1940年12月，中共胶东区委决定恢复胶东公学。1941年2月，赵野民被中共胶东区委任命为胶东公学校长兼教导处主任。1942年9月，胶东公学与胶东女子中学合并，赵野民任副校长兼教务主任。
1944年秋，赵野民被调到胶东建国学校担任教育科长，代理校长工作。赵野民任职期间将胶东建国学校从区级干部训练学校扩建为设有六个专科的行政学校。1945年日本投降后，赵野民被任命为教育局局长。1946年8月，调胶东行署任外事办公厅主任，参与了与美军的谈判。1948年10月，赵野民被调到胶东行政公署工作，担任教育处处长兼交际处长。1950年5月，胶东行政公署撤销。
1952年6月，赵野民参加华东政法学院筹建工作，1955年5月至1958年3月任华东政法学院副院长，1956年5月至10月兼任华东政法学院党委书记。1956年10月至1957年12月兼任华东政法学院党委第二书记。1958年3月任中国科学院上海实验生物研究所副所长。
1960年5月22日，赵野民在率中国科学院上海分院全院人员参加反对美帝国主义的示威游行时，在游行队伍中因突发脑溢血去世。